# دید تاریک‌وروشن
دید تاریک‌وروشن که گاهی دید گرگ و میش نیز نامیده می‌شود (به انگلیسی: Mesopic vision)، ترکیبی از دید در تاریکی و روشنایی در شرایط کم‌نور (اما نه لزوماً تاریک) است. سطوح مزوپیک تقریباً از ۰٫۰۱ تا 3.0 cd/ m2 متغیر است. در روشنایی بیشتر شرایط روشنایی شبانه در فضای باز و خیابان در محدوده مزوپیک است.
چشم انسان به سطوح مختلف نور به‌طور متفاوتی پاسخ می‌دهد. این به این دلیل است که در زیر نور زیاد معمولی در طول روز (دید عکاسی)، چشم از سلول‌های مخروطی برای پردازش نور استفاده می‌کند. در سطوح نور بسیار کم، مطابق با شب‌های بدون ماه، بدون نور مصنوعی (دید اسکوتوپی)، چشم از سلول‌های میله‌ای برای پردازش نور استفاده می‌کند. در بسیاری از سطوح شبانه، ترکیبی از مخروط‌ها و میله‌ها از دید پشتیبانی می‌کند. دید روشنایی درک عالی رنگ را تسهیل می‌کند، در حالی که رنگ‌ها در دید کم‌نور به سختی قابل درک هستند. بینایی تاریک‌وروشن بین این دو افراط قرار می‌گیرد. در اکثر محیط‌های شبانه، نور کافی محیط از دید واقعی اسکوپیک جلوگیری می‌کند.